# 대한민국 민법 제719조
대한민국 민법 제719조는 탈퇴조합원의 지분의 계산에 대한 대한민국 민법 채권법 조합에 대한 조문이다. 2022년 12월 13일에 법률 제19069호로 시행되었다.

## 조문
제719조(탈퇴조합원의 지분의 계산) ① 탈퇴한 조합원과 다른 조합원간의 계산은 탈퇴당시의 조합재산상태에 의하여 한다.
② 탈퇴한 조합원의 지분은 그 출자의 종류여하에 불구하고 금전으로 반환할 수 있다.
③ 탈퇴당시에 완결되지 아니한 사항에 대하여는 완결후에 계산할 수 있다.

第719條(脫退組合員의 持分의 計算) ① 脫退한 組合員과 다른 組合員間의 計算은 脫退當時의 組合財産狀態에 依하여 한다.
② 脫退한 組合員의 持分은 그 出資의 種類如何에 不拘하고 金錢으로 返還할 수 있다.
③ 脫退當時에 完結되지 아니한 事項에 對하여는 完結後에 計算할 수 있다.

## 같이 보기
- 조합

## 참고 문헌
- 오현수, 일본민법, 진원사, 2014. ISBN 9788963463452
- 오세경, 대법전, 법전출판사, 2014 ISBN 9788926210277
- 이준현, LOGOS 민법 조문판례집, 미래가치, 2015. ISBN 9791155020869